# Марк Стронг
Марк Стронг (на английски: Mark Strong) е британски актьор.

## Биография
Роден е през август 1963 г. в Лондон като Марко Джузепе Салусолия с баща италианец и майка австрийка. Още като дете обаче, по настояване на майка му името му се сменя на Марк Стронг с цел по-лесно интегриране в английското общество. Първоначално иска да стане адвокат и учи една година право в Мюнхен, преди да реши да се върне във Великобритания и да се посвети на актьорската игра.
Марк Стронг е популярен телевизионен актьор в Англия преди всичко с ролята си на детектив Лари Хол в сериала Prime Suspect по ITV (1993 и 2003). Участва и в два сериала по BBC – Our Friends in the North (1996) и The Long Firm (2004).
На голям екран най-запомнящата се роля на Стронг е във филма от 1997 г. Fever Pitch, където си партнира с Колин Фърт. Участва и във филма на Роман Полански от 2005 г. Оливър Туист. Същата година се появява и в Сириана на Джордж Клуни и Револвер на Гай Ричи. През 2006 г. в Тристан и Изолда в ролята на вероломния Уиктред ни демонстрира освен великолепна актьорска игра и завидни умения с меча. През 2008 г. го гледаме в Мрежа от лъжи и RocknRolla отново под режисурата на Гай Ричи. В следващите години отново си партнира с Колин Фърт в още няколко филма: Дама, поп, асо, шпионин (2011), Преди да заспя (2014), Kingsman: Тайните служби (2014) и Kingsman: Златният кръг (2017).

## Частична филмография
- Ана Каренина (2000)
- Последната война (2001)
- Всичко за любовта (2003)
- Револвер (2005)
- Сириана (2005)
- Тристан и Изолда (2006)
- Звезден прах (2007)
- Проектът „Sunshine“ (2007)
- Мисия Вавилон (2008)
- Рокенрола (2008)
- Мрежа от лъжи (2008)
- Младата Виктория (2009)
- Шерлок Холмс (2009)
- Робин Худ (2010)
- Шут в г*за! (2010)
- Големият полицай от малкия град (2011)
- Зеленият фенер (2011)
- Дама, поп, асо, шпионин (2011)
- Враг номер едно (2012)
- Джон Картър (2012)
- Джъстин и рицарите на честта (2013)
- Преди да заспя (2014)
- Игра на кодове (2014)
- Kingsman: Тайните служби (2014)
- Агент полуинтелигент (2016)
- Шазам! (2019)